# Карл II Зачарований
Карл II Зачарований (6 листопада 1661, Мадрид, Іспанія — 1 листопада 1700, Мадрид, Іспанія) — король Іспанії з 1665, останній представник Габсбургів на іспанському престолі. Син короля Філіппа IV Великого.

## Молоді роки. Регентство

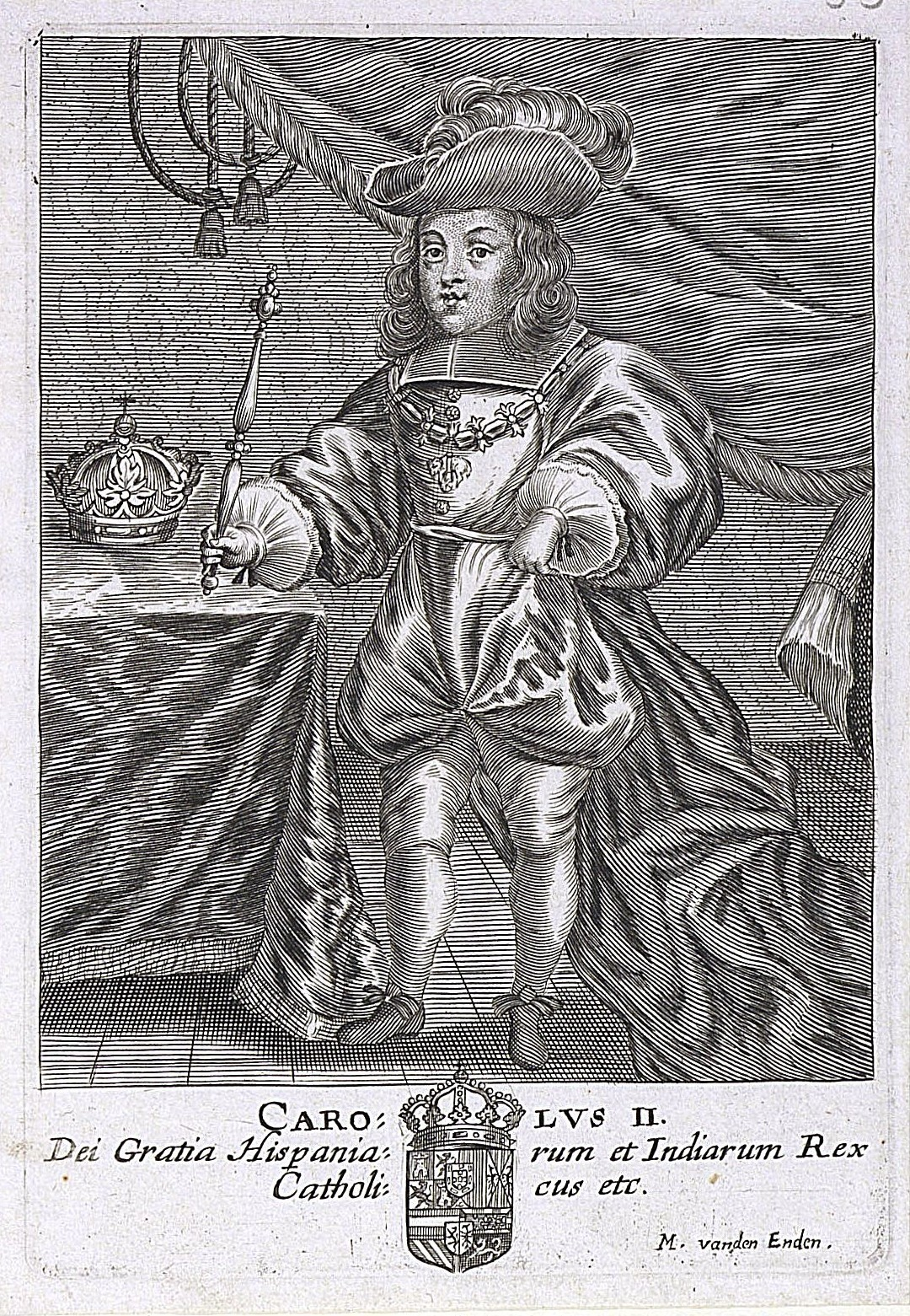
Карл II. Ритина Мартінуса ван ден Ейдена, до 1673

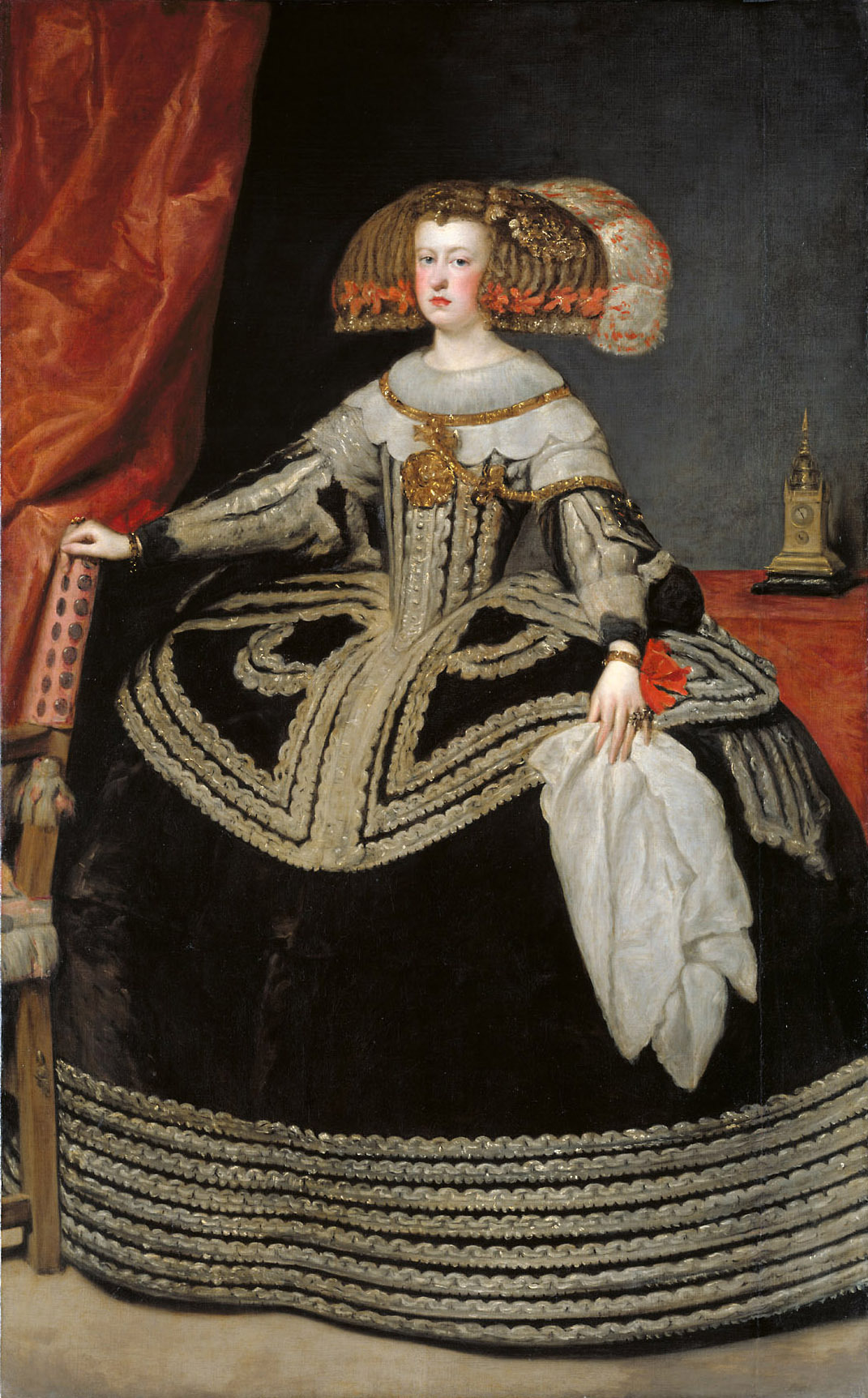
Регентка Маріанна Австрійська

Карл у чотири роки став номінальним королем, зарано втративши батька. До 1677 регенткою була мати Карла — Марія Анна Габсбург, якій допомагала Урядова хунта. Він мав 14 годувальниць. Королівським вихователем 5 червня 1667 року призначено Франсіско Рамоса дель Мансано, одного з найшанованіших людей свого часу, професора права в університеті Саламанки, члена Рад Кастилії й Індій. З дитинства Карл відрізнявся дуже слабким здоров'ям — у нього довго не різалися зуби й деякий час не міг навчитися ходити. Не мав якихось здібностей чи талантів. При цьому навіть не намагався чомусь навчитися.
Регентка Марія Анна, відчуваючи свою нездатність самостійно впоратися, залучила до себе єзуїта Хуана Еверардо Нітхарда. Спочатку вона призначила його Великим Інквізитором (вересень 1665), автоматично Нітхард став також членом Урядової хунти.
Незабаром разпочався конфлікт між Нітхардом та позашлюбним сином Філіпа IV Хуаном за вплив та посади. У суспільстві також розгорнулася полеміка, внаслідок чого у 1669 створено Комісію реформ, яка повинна була розглядати надані пропозиції. Комісія запропонувала низку честолюбних реформ. Але вони залишилися на папері. Значення цієї комісії у тому, що вперше почалися громадські дебати стосовно становища Іспанії. Тоді ж незадоволення Нітхардом серед аристократії, чиновництва, духівництва зросло настільки, що регентка змушена була 25 лютого 1669 звільнити його та призначити надзвичайним посланцем у Римі. На це вплинуло також застереження імператора Леопольда I та папського нунція стосовно факту об'єднання навколо дона Хуана потужної групи прихильників, які були озброєні як справжня армія (їх нараховувалося приблизно 1 тисяча).
Але й дон Хуан повністю не переміг. У червні цього ж року його призначили генеральним намісником арагонської корони у Сарагосі. Дон Хуан покинув Мадрид. У 1669-1675 він проводив обережну політику з явним реформістським ухилом, спираючись на готовність місцевої еліти до співробітництва та інтеграції.
Найбільш зиск отримали іспанські гранди. Вони де-факто захопили владу — відставка Нітхарда спричинила суттєве падіння авторитету регентки.
Роки регентства — це також збільшення ваги некастильських земель, посилення федералістських настроїв.
У зовнішній політиці в цей період продовжувало відбуватися послаблення позицій Іспанії. За наслідками деволюційної війни з королем Франції Людовиком XIV країна втратила землі в Південних Нідерландах (травень 1668, Аахенський договір). 18 лютого  1668 — остаточно Іспанія визнала незалежність Португалії. У липні 1670 іспанський уряд відступив Англії усі захоплені за правління Олівера Кромвеля території в Америці, перш за все Ямайку.
У 1672 Іспанія у союзі зі Священною Римською імперією та Бранденбургом виступила проти Франції. Війна виявилася невдалою — Іспанія за Німвегенським миром (серпень 1678) втратила фрайграфство Бургундію (Франш-Конте).
6 листопада 1675 Карл став повнолітнім. Він вирішив правити самостійно, викликав свого звідного брата — дона Хуана — із Сарагоси у Мадрид. Дон Хуан з'явився у Мадриді з армією прихильників (10 000 вояків). Карл заявив про призначення його першим міністром. Але влада дона Хуана протрималася 2 години. Мати Карла Марія Анна та королівський духівник умовили його скасувати всі свої накази — регентство продовжилося. Дона Хуана відправили на придушення повстання у Мессині на Сицилії.
У листопаді 1676 регентка призначила прем'єр-міністра дона Фернандо де Валенсуела, маркіза Вілласьєрра. Але фактично володарювати продовжувала мати короля. Дії королеви та Валенсуели призвели до того, що 16 грудня 1676 20 грандів оголосили свій маніфест з вимогами віддалити королеву-мати від короля, заарештувати прем'єр-міністра, а на цю посаду призначити дона Хуана. Валенсуелу було звільнено, а потім заарештовано та відправлено до Філіппін. 23 січня 1677 року регентство скінчилося, дон Хуан став прем'єр-міністром Іспанії.

## Уряди Карла II

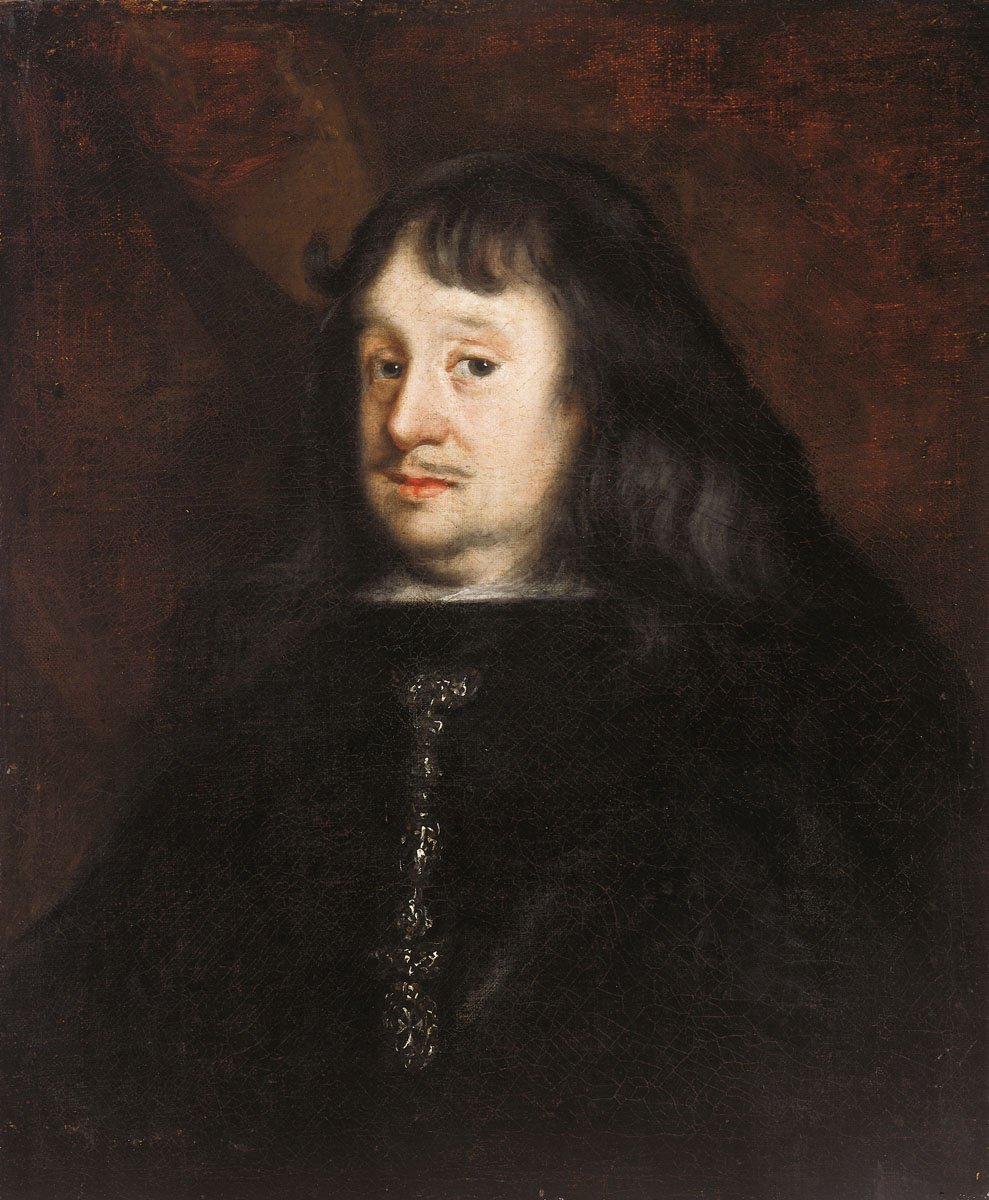
Дон Хуан Австрійський

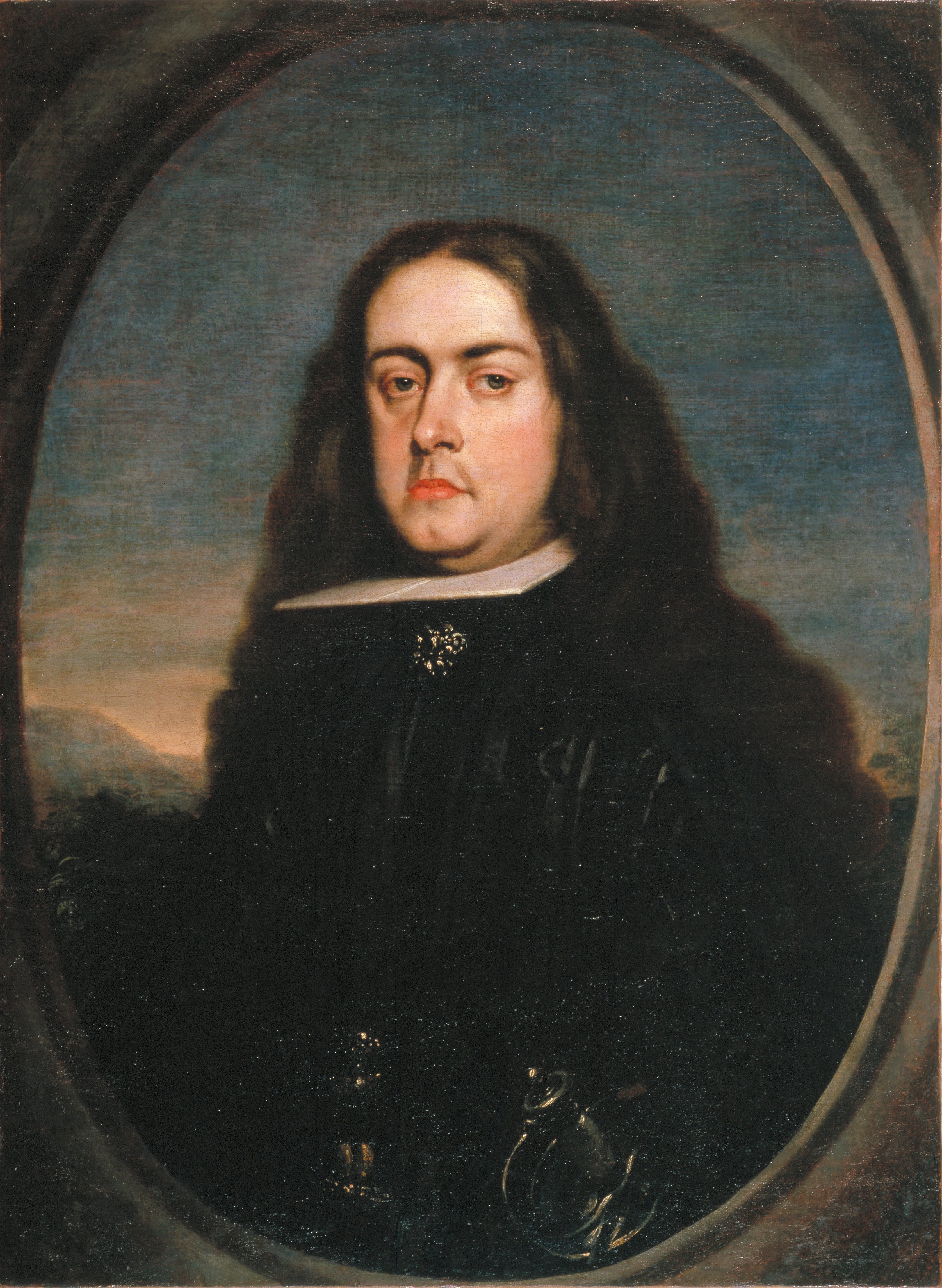
Герцог Мединачелі

Урядування дона Хуана тривало до 17 вересня 1679, до його смерті. Головною проблемою було спасіння іспанської валютної системи — мідну монету — велони — за кордоном вже не приймали. Ще за життя дон Хуан створив у березні 1679 Монетну комісію з метою проведення грошової реформи.
У січні 1679 створена Торговельна комісія. До неї входили Майнова рада, Рада Індій, Рада Кастилії. У підсумку вона оформилася у Торговельно-грошову палату (1730). Ця комісія впроваджувала важливі стимули для торгівлі. Головними напрямками стали колонізація та розвиток шовкової промисловості, заохочення виноробства, вдосконалення цехової системи організації праці.
Було багато зроблено для покращення федеральних відносин. У травні 1677 у супроводі дона Хуана Карл II урочисто відкрив засідання кортесів Арагону та прийняв їхню присягу після підтвердження фуерос (гарантованих прав і привілеїв).
У лютому 1680 головою уряду став Хуан Франциско дела Церда, герцог Мединачелі. Він продовжив політику дона Хуана. 10 лютого 1680 видано декрет — вартість грошей, які знаходилися в обігу, знижувалася на чверть, фальшиві гроші, яких була величезна кількість, легалізовувалися на 1/8 частини свого номіналу, борги скасовувалися. Найближчі наслідки цього: розорення багатьох торговельних домів. Але уряд тримався взятого курсу й до 1686 була створена стабільна грошова система.
З метою покращення господарської діяльності у 1682 році створено об'єднання Енкабесам'єнто (для обкладення податками). 1 листопада 1680 видано Зведення законів для Південної Америки, де колонії отримали нарешті правові гарантії й універсальний кодекс законів.
Але навесні 1685 року Мединачелі подав у відставку й покинув Мадрид. Після цього прем'єр-міністром став Мануель де Толедо-і-Португаль, граф Оропес. Створено систему інтендантств. У 1687-1691 роках у Кастилії було затверджено генеральне суперінтендантство, а також 21 суперінтендантство, які повинні були піклуватися щодо податкових надходжень і господарського становища. Видані накази щодо заборони неефективних методів збору платежів на користь держави, численних пенсійних платежів. Податковий тягар був суттєво послаблений.
У 1691 Оропес покинув свою посаду. У 1698–1699 граф Оропес на невеликий проміжок часу очолив іспанський уряд.
У 1692 створно державне Об'єднання для державного фінансування політики та податкових пільг.

## Весілля та зовнішня політика

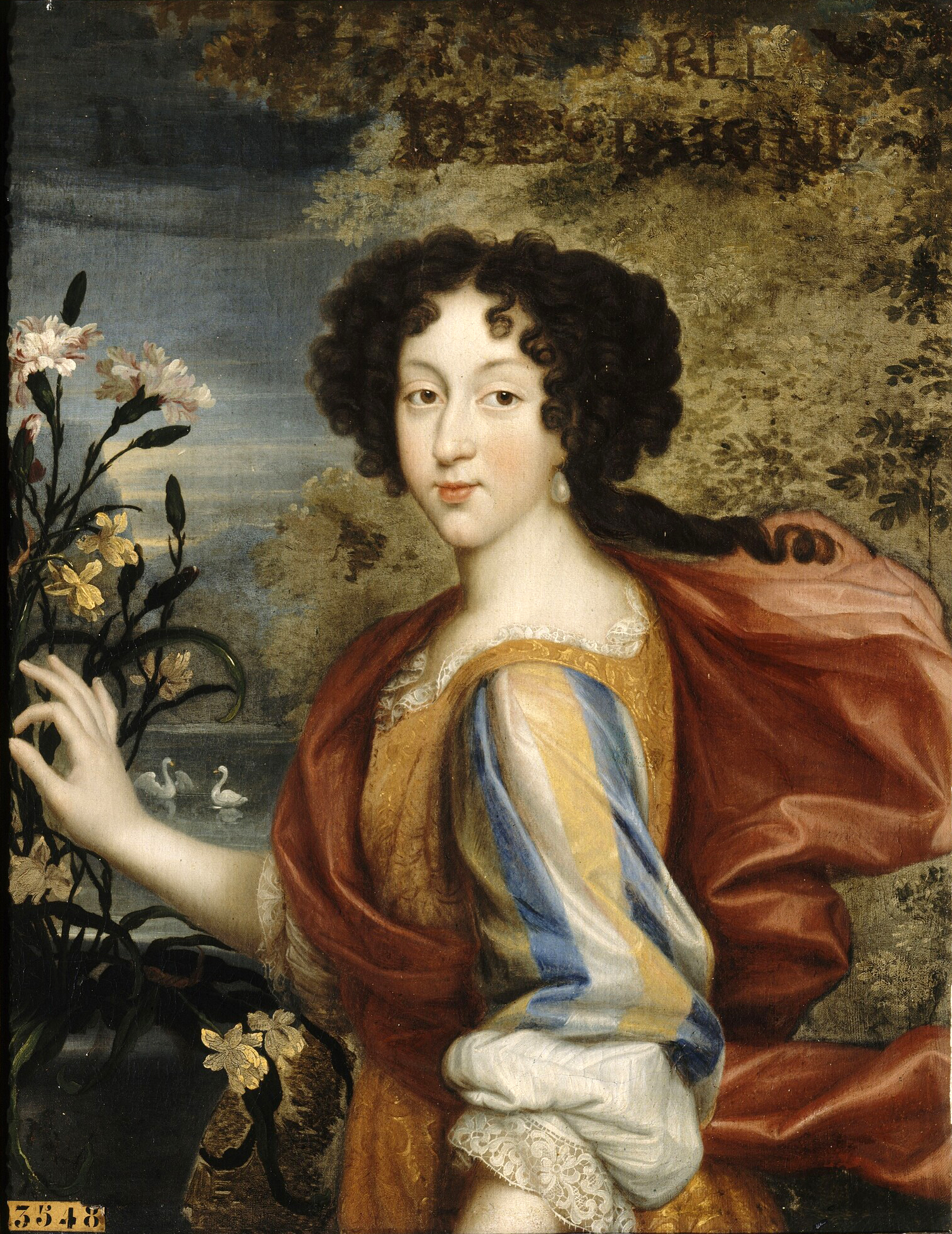
Марія Луїза Орлеанська, перша дружина Карла II

За наполяганням дон Хуана Австрійського у липні 1679 влаштовано шлюб з племінницею короля Франції Людовика XIV — Марією-Луїзою Орлеанською. Це було перш за все пов'язано з тим, що уряд дон Хуана орієнтувався на Францію. Спроби матері короля обрати йому в дружини австрійську партію — Марію Антонію Габсбург — закінчилися безрезультатно. Це продовжило політичне відчуження Мадриду від Відня. У той же час, незважаючи на родинні зв'язки, Людовик XIV продовжував воєнні походи проти Іспанії. У 1683–1684 він напав на Люксембург, Фландрію та Каталонію. Укладений в серпні 1684 в Регенсбурзі мир закріпив за Францією Люксембург. Цей мир тривав недовго. Крапку у відносинах з Францією поставила смерть у лютому 1689 Марії Луїзи. Навесні 1690 між Мадридом та Парижем відбувся новий конфлікт. Французькі війська зайняли Барселону (1691), Герону (1694), Росас (1693), Брюссель (1695).

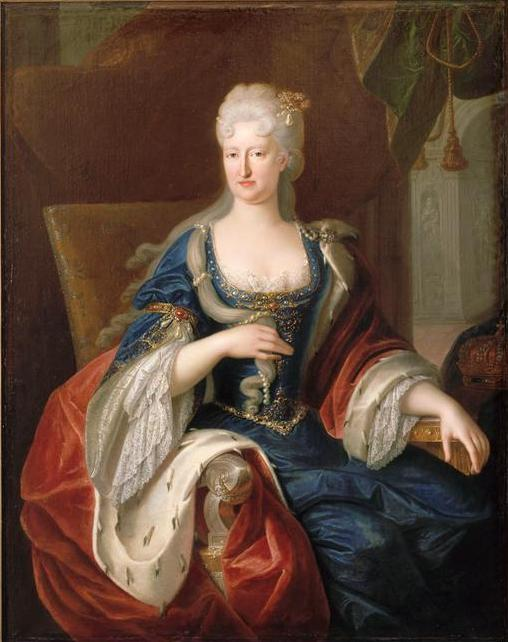
Марія Ганна Пфальц-Нойбурзька, друга дружина Карла II

Новий шлюб укладено навесні 1690 з Марією-Анною Пфальц-Нойбурзькою, родичкою австрійських Габсбургів. Це зблизило Відень, Мадрид та Мюнхен. На відміну від попередньої дружини Карла, Марія-Анна відрізнялася освіченістю, знанням мов та політичними амбіціями. Але Іспанія вже не могла протидіяти могутній Франції. У 1697 укладено Рейсвейкський мир з Францією. Франція зберегла за собою Люксембург, Бургундію, фламандські укріплення, деякі опорні пункти у Центральній Америці, але Франція повертала завоювання у Каталонії.

## Питання спадкування трону
Це питання супроводжувало Карла все життя. Ще у січні 1668 року Англія та Франція уклали угоду. У 1698 році провідні європейські держави домовилися розділити іспанські володіння поміж Баварією, Францією та Австрією. Карл та його міністри намагалися домогтися такого наслідування, щоб іспанські володіння збереглися цілими.
Можливість компромісу з'явилася в жовтні 1692 року, коли народився Йосип Фердинанд Баварський, син герцога Макса Емануїла Баварського, внучатий племінник іспанського короля. Згідно з договором у жовтні 1698 року Йосип Баварський став єдиним спадкоємцем іспанської корони. Але внаслідок раптової смерті Йосипа Фердинанда у лютому 1699 року питання спадкування іспанського трону постало знову. З цього часу при мадридському дворі розпочалося протистояння двох партій — профранцузької та проавстрійської.
Врешті-решт Карл II у своєму заповіті оголосив герцога Анжуйського, онука Людовика XIV, спадкоємцем усіх іспанських володінь. Регентом було призначено кардинала Луїса де Портокарреро.
Цей заповіт та дії Франції викликали протистояння Англії, Голландії, Австрії — розпочалася Війна за іспанську спадщину.

## Родина
1. Дружина — Марія Луїза Орлеанська (1662—1689)
- дітей не було

2. Дружина — Марія Анна Пфальц-Нойбурзька (1667—1740)
- дітей не було

## Генеалогія
|  |  |                        |                        |                        |                        |                        |                        |          |          |                    |                    |                    |                    |                    |                    |                   |                   |                   |                   |                      |                      | Філіп I Вродливий     | Філіп I Вродливий     | Філіп I Вродливий     | Філіп I Вродливий     | Філіп I Вродливий     | Філіп I Вродливий     |                      |                      | Хуана I               | Хуана I               | Хуана I               | Хуана I               | Хуана I               | Хуана I               |                        |                        |                        |                        |                        |                        |                      |                      |                      |                      |                      |                      |                      |                      |                    |                    |                    |                    |                    |                    |            |            |            |            |
|  |  |                        |                        |                        |                        |                        |                        |          |          |                    |                    |                    |                    |                    |                    |                   |                   |                   |                   |                      |                      | Філіп I Вродливий     | Філіп I Вродливий     | Філіп I Вродливий     | Філіп I Вродливий     | Філіп I Вродливий     | Філіп I Вродливий     |                      |                      | Хуана I               | Хуана I               | Хуана I               | Хуана I               | Хуана I               | Хуана I               |                        |                        |                        |                        |                        |                        |                      |                      |                      |                      |                      |                      |                      |                      |                    |                    |                    |                    |                    |                    |            |            |            |            |
|  |  |                        |                        |                        |                        |                        |                        |          |          |                    |                    |                    |                    |                    |                    |                   |                   |                   |                   |                      |                      |                       |                       |                       |                       |                       |                       |                      |                      |                       |                       |                       |                       |                       |                       |                        |                        |                        |                        |                        |                        |                      |                      |                      |                      |                      |                      |                      |                      |                    |                    |                    |                    |                    |                    |            |            |            |            |
|  |  |                        |                        |                        |                        |                        |                        |          |          |                    |                    |                    |                    |                    |                    |                   |                   |                   |                   |                      |                      |                       |                       |                       |                       |                       |                       |                      |                      |                       |                       |                       |                       |                       |                       |                        |                        |                        |                        |                        |                        |                      |                      |                      |                      |                      |                      |                      |                      |                    |                    |                    |                    |                    |                    |            |            |            |            |
|  |  | Ізабелла Португальська | Ізабелла Португальська | Ізабелла Португальська | Ізабелла Португальська | Ізабелла Португальська | Ізабелла Португальська |          |          | Карл I             | Карл I             | Карл I             | Карл I             | Карл I             | Карл I             |                   |                   | Анна I            | Анна I            | Анна I               | Анна I               | Анна I                | Анна I                |                       |                       | Фердинанд I           | Фердинанд I           | Фердинанд I          | Фердинанд I          | Фердинанд I           | Фердинанд I           |                       |                       |                       |                       |                        |                        |                        |                        |                        |                        | Ізабелла Австрійська | Ізабелла Австрійська | Ізабелла Австрійська | Ізабелла Австрійська | Ізабелла Австрійська | Ізабелла Австрійська |                      |                      | Кристіан II        | Кристіан II        | Кристіан II        | Кристіан II        | Кристіан II        | Кристіан II        |            |            |            |            |
|  |  | Ізабелла Португальська | Ізабелла Португальська | Ізабелла Португальська | Ізабелла Португальська | Ізабелла Португальська | Ізабелла Португальська |          |          | Карл I             | Карл I             | Карл I             | Карл I             | Карл I             | Карл I             |                   |                   | Анна I            | Анна I            | Анна I               | Анна I               | Анна I                | Анна I                |                       |                       | Фердинанд I           | Фердинанд I           | Фердинанд I          | Фердинанд I          | Фердинанд I           | Фердинанд I           |                       |                       |                       |                       |                        |                        |                        |                        |                        |                        | Ізабелла Австрійська | Ізабелла Австрійська | Ізабелла Австрійська | Ізабелла Австрійська | Ізабелла Австрійська | Ізабелла Австрійська |                      |                      | Кристіан II        | Кристіан II        | Кристіан II        | Кристіан II        | Кристіан II        | Кристіан II        |            |            |            |            |
|  |  |                        |                        |                        |                        |                        |                        |          |          |                    |                    |                    |                    |                    |                    |                   |                   |                   |                   |                      |                      |                       |                       |                       |                       |                       |                       |                      |                      |                       |                       |                       |                       |                       |                       |                        |                        |                        |                        |                        |                        |                      |                      |                      |                      |                      |                      |                      |                      |                    |                    |                    |                    |                    |                    |            |            |            |            |
|  |  |                        |                        |                        |                        |                        |                        |          |          |                    |                    |                    |                    |                    |                    |                   |                   |                   |                   |                      |                      |                       |                       |                       |                       |                       |                       |                      |                      |                       |                       |                       |                       |                       |                       |                        |                        |                        |                        |                        |                        |                      |                      |                      |                      |                      |                      |                      |                      |                    |                    |                    |                    |                    |                    |            |            |            |            |
|  |  |                        |                        |                        |                        |                        |                        |          |          | Марія Австрійська  | Марія Австрійська  | Марія Австрійська  | Марія Австрійська  | Марія Австрійська  | Марія Австрійська  |                   |                   | Максиміліан II    | Максиміліан II    | Максиміліан II       | Максиміліан II       | Максиміліан II        | Максиміліан II        |                       |                       |                       |                       |                      |                      | Анна Габсбург         | Анна Габсбург         | Анна Габсбург         | Анна Габсбург         | Анна Габсбург         | Анна Габсбург         |                        |                        | Альбрехт V             | Альбрехт V             | Альбрехт V             | Альбрехт V             | Альбрехт V           | Альбрехт V           |                      |                      | Крістіна Данська     | Крістіна Данська     | Крістіна Данська     | Крістіна Данська     | Крістіна Данська   | Крістіна Данська   |                    |                    | Франциск I         | Франциск I         | Франциск I | Франциск I | Франциск I | Франциск I |
|  |  |                        |                        |                        |                        |                        |                        |          |          | Марія Австрійська  | Марія Австрійська  | Марія Австрійська  | Марія Австрійська  | Марія Австрійська  | Марія Австрійська  |                   |                   | Максиміліан II    | Максиміліан II    | Максиміліан II       | Максиміліан II       | Максиміліан II        | Максиміліан II        |                       |                       |                       |                       |                      |                      | Анна Габсбург         | Анна Габсбург         | Анна Габсбург         | Анна Габсбург         | Анна Габсбург         | Анна Габсбург         |                        |                        | Альбрехт V             | Альбрехт V             | Альбрехт V             | Альбрехт V             | Альбрехт V           | Альбрехт V           |                      |                      | Крістіна Данська     | Крістіна Данська     | Крістіна Данська     | Крістіна Данська     | Крістіна Данська   | Крістіна Данська   |                    |                    | Франциск I         | Франциск I         | Франциск I | Франциск I | Франциск I | Франциск I |
|  |  |                        |                        |                        |                        |                        |                        |          |          |                    |                    |                    |                    |                    |                    |                   |                   |                   |                   |                      |                      |                       |                       |                       |                       |                       |                       |                      |                      |                       |                       |                       |                       |                       |                       |                        |                        |                        |                        |                        |                        |                      |                      |                      |                      |                      |                      |                      |                      |                    |                    |                    |                    |                    |                    |            |            |            |            |
|  |  |                        |                        |                        |                        |                        |                        |          |          |                    |                    |                    |                    |                    |                    |                   |                   |                   |                   |                      |                      |                       |                       |                       |                       |                       |                       |                      |                      |                       |                       |                       |                       |                       |                       |                        |                        |                        |                        |                        |                        |                      |                      |                      |                      |                      |                      |                      |                      |                    |                    |                    |                    |                    |                    |            |            |            |            |
|  |  |                        |                        |                        |                        | Філіп II               | Філіп II               | Філіп II | Філіп II | Філіп II           | Філіп II           |                    |                    | Анна Австрійська   | Анна Австрійська   | Анна Австрійська  | Анна Австрійська  | Анна Австрійська  | Анна Австрійська  |                      |                      | Карл II               | Карл II               | Карл II               | Карл II               | Карл II               | Карл II               |                      |                      | Марія Анна Баварська  | Марія Анна Баварська  | Марія Анна Баварська  | Марія Анна Баварська  | Марія Анна Баварська  | Марія Анна Баварська  |                        |                        | Вільгельм V            | Вільгельм V            | Вільгельм V            | Вільгельм V            | Вільгельм V          | Вільгельм V          |                      |                      |                      |                      |                      |                      | Рената Лотаринзька | Рената Лотаринзька | Рената Лотаринзька | Рената Лотаринзька | Рената Лотаринзька | Рената Лотаринзька |            |            |            |            |
|  |  |                        |                        |                        |                        | Філіп II               | Філіп II               | Філіп II | Філіп II | Філіп II           | Філіп II           |                    |                    | Анна Австрійська   | Анна Австрійська   | Анна Австрійська  | Анна Австрійська  | Анна Австрійська  | Анна Австрійська  |                      |                      | Карл II               | Карл II               | Карл II               | Карл II               | Карл II               | Карл II               |                      |                      | Марія Анна Баварська  | Марія Анна Баварська  | Марія Анна Баварська  | Марія Анна Баварська  | Марія Анна Баварська  | Марія Анна Баварська  |                        |                        | Вільгельм V            | Вільгельм V            | Вільгельм V            | Вільгельм V            | Вільгельм V          | Вільгельм V          |                      |                      |                      |                      |                      |                      | Рената Лотаринзька | Рената Лотаринзька | Рената Лотаринзька | Рената Лотаринзька | Рената Лотаринзька | Рената Лотаринзька |            |            |            |            |
|  |  |                        |                        |                        |                        |                        |                        |          |          |                    |                    |                    |                    |                    |                    |                   |                   |                   |                   |                      |                      |                       |                       |                       |                       |                       |                       |                      |                      |                       |                       |                       |                       |                       |                       |                        |                        |                        |                        |                        |                        |                      |                      |                      |                      |                      |                      |                      |                      |                    |                    |                    |                    |                    |                    |            |            |            |            |
|  |  |                        |                        |                        |                        |                        |                        |          |          |                    |                    |                    |                    |                    |                    |                   |                   |                   |                   |                      |                      |                       |                       |                       |                       |                       |                       |                      |                      |                       |                       |                       |                       |                       |                       |                        |                        |                        |                        |                        |                        |                      |                      |                      |                      |                      |                      |                      |                      |                    |                    |                    |                    |                    |                    |            |            |            |            |
|  |  |                        |                        |                        |                        |                        |                        |          |          | Філіп III Побожний | Філіп III Побожний | Філіп III Побожний | Філіп III Побожний | Філіп III Побожний | Філіп III Побожний |                   |                   |                   |                   |                      |                      | Маргарита Австрійська | Маргарита Австрійська | Маргарита Австрійська | Маргарита Австрійська | Маргарита Австрійська | Маргарита Австрійська |                      |                      | Фердинанд II Габсбург | Фердинанд II Габсбург | Фердинанд II Габсбург | Фердинанд II Габсбург | Фердинанд II Габсбург | Фердинанд II Габсбург |                        |                        |                        |                        |                        |                        |                      |                      | Марія Анна Баварська | Марія Анна Баварська | Марія Анна Баварська | Марія Анна Баварська | Марія Анна Баварська | Марія Анна Баварська |                    |                    |                    |                    |                    |                    |            |            |            |            |
|  |  |                        |                        |                        |                        |                        |                        |          |          | Філіп III Побожний | Філіп III Побожний | Філіп III Побожний | Філіп III Побожний | Філіп III Побожний | Філіп III Побожний |                   |                   |                   |                   |                      |                      | Маргарита Австрійська | Маргарита Австрійська | Маргарита Австрійська | Маргарита Австрійська | Маргарита Австрійська | Маргарита Австрійська |                      |                      | Фердинанд II Габсбург | Фердинанд II Габсбург | Фердинанд II Габсбург | Фердинанд II Габсбург | Фердинанд II Габсбург | Фердинанд II Габсбург |                        |                        |                        |                        |                        |                        |                      |                      | Марія Анна Баварська | Марія Анна Баварська | Марія Анна Баварська | Марія Анна Баварська | Марія Анна Баварська | Марія Анна Баварська |                    |                    |                    |                    |                    |                    |            |            |            |            |
|  |  |                        |                        |                        |                        |                        |                        |          |          |                    |                    |                    |                    |                    |                    |                   |                   |                   |                   |                      |                      |                       |                       |                       |                       |                       |                       |                      |                      |                       |                       |                       |                       |                       |                       |                        |                        |                        |                        |                        |                        |                      |                      |                      |                      |                      |                      |                      |                      |                    |                    |                    |                    |                    |                    |            |            |            |            |
|  |  |                        |                        |                        |                        |                        |                        |          |          |                    |                    |                    |                    |                    |                    |                   |                   |                   |                   | Марія Анна Іспанська | Марія Анна Іспанська | Марія Анна Іспанська  | Марія Анна Іспанська  | Марія Анна Іспанська  | Марія Анна Іспанська  |                       |                       |                      |                      |                       |                       |                       |                       |                       |                       | Фердинанд III Габсбург | Фердинанд III Габсбург | Фердинанд III Габсбург | Фердинанд III Габсбург | Фердинанд III Габсбург | Фердинанд III Габсбург |                      |                      |                      |                      |                      |                      |                      |                      |                    |                    |                    |                    |                    |                    |            |            |            |            |
|  |  |                        |                        |                        |                        |                        |                        |          |          |                    |                    |                    |                    |                    |                    |                   |                   |                   |                   | Марія Анна Іспанська | Марія Анна Іспанська | Марія Анна Іспанська  | Марія Анна Іспанська  | Марія Анна Іспанська  | Марія Анна Іспанська  |                       |                       |                      |                      |                       |                       |                       |                       |                       |                       | Фердинанд III Габсбург | Фердинанд III Габсбург | Фердинанд III Габсбург | Фердинанд III Габсбург | Фердинанд III Габсбург | Фердинанд III Габсбург |                      |                      |                      |                      |                      |                      |                      |                      |                    |                    |                    |                    |                    |                    |            |            |            |            |
|  |  |                        |                        |                        |                        |                        |                        |          |          |                    |                    |                    |                    |                    |                    |                   |                   |                   |                   |                      |                      |                       |                       |                       |                       |                       |                       |                      |                      |                       |                       |                       |                       |                       |                       |                        |                        |                        |                        |                        |                        |                      |                      |                      |                      |                      |                      |                      |                      |                    |                    |                    |                    |                    |                    |            |            |            |            |
|  |  |                        |                        |                        |                        |                        |                        |          |          |                    |                    |                    |                    |                    |                    | Філіпп IV Великий | Філіпп IV Великий | Філіпп IV Великий | Філіпп IV Великий | Філіпп IV Великий    | Філіпп IV Великий    |                       |                       |                       |                       |                       |                       | Маріанна Австрійська | Маріанна Австрійська | Маріанна Австрійська  | Маріанна Австрійська  | Маріанна Австрійська  | Маріанна Австрійська  |                       |                       |                        |                        |                        |                        |                        |                        |                      |                      |                      |                      |                      |                      |                      |                      |                    |                    |                    |                    |                    |                    |            |            |            |            |
|  |  |                        |                        |                        |                        |                        |                        |          |          |                    |                    |                    |                    |                    |                    | Філіпп IV Великий | Філіпп IV Великий | Філіпп IV Великий | Філіпп IV Великий | Філіпп IV Великий    | Філіпп IV Великий    |                       |                       |                       |                       |                       |                       | Маріанна Австрійська | Маріанна Австрійська | Маріанна Австрійська  | Маріанна Австрійська  | Маріанна Австрійська  | Маріанна Австрійська  |                       |                       |                        |                        |                        |                        |                        |                        |                      |                      |                      |                      |                      |                      |                      |                      |                    |                    |                    |                    |                    |                    |            |            |            |            |
|  |  |                        |                        |                        |                        |                        |                        |          |          |                    |                    |                    |                    |                    |                    |                   |                   |                   |                   |                      |                      |                       |                       |                       |                       |                       |                       |                      |                      |                       |                       |                       |                       |                       |                       |                        |                        |                        |                        |                        |                        |                      |                      |                      |                      |                      |                      |                      |                      |                    |                    |                    |                    |                    |                    |            |            |            |            |
|  |  |                        |                        |                        |                        |                        |                        |          |          |                    |                    |                    |                    |                    |                    |                   |                   |                   |                   |                      |                      | Карл II               |                       |                       |                       |                       |                       |                      |                      |                       |                       |                       |                       |                       |                       |                        |                        |                        |                        |                        |                        |                      |                      |                      |                      |                      |                      |                      |                      |                    |                    |                    |                    |                    |                    |            |            |            |            |